# Jacques Duthoo
Jacques Duthoo (1910 - 1960) est un peintre, céramiste et graveur français.
Il appartenait au courant de l'expressionnisme abstrait.

## Biographie
Né à Tours, Indre-et-Loire, le 19 février 1910 et décédé à Paris, le 13 mars 1960.
Il commence à peindre en 1943 et s'oriente presque aussitôt vers l'abstraction. Sa première exposition avec Serge Poliakoff à Paris a lieu en 1947 chez Denise René. Il expose tout au long de sa vie au Salon de mai et fait l'objet de nombreuses expositions particulières à Paris, Bruxelles et en Suisse.
La dernière de son vivant a lieu à Paris chez Ariel en 1960. Il entretient des relations d'amitié avec André Bauchant,Max Ernst, Bernard Boesch et Georges Rouault avec lequel il correspond pendant la guerre et collectionne les œuvres.
Le Musée des Beaux-Arts du Canton de Vaud se porte acquéreur d'une œuvre dès 1957. Le HarvardArtMuseum possède également depuis 1960 une toile de l'artiste (datée de 1958).

## Expositions connues
- 2019 : musée Bernard-Boesch. Présentation de trente-trois de ses œuvres au côté du créateur et designer contemporain Tzuri Gueta. Proche ami de Bernard Boesch, une sélection des œuvres de ce dernier est associée à celles de Jacques Duthoo.
- 2014 : exposition "Une aventure intérieure", Château de Tours[1].
- 2005 : exposition à la Galerie Arnoux, Paris (VIe)[4].
- 1998-1999 : exposition "L'entracte d'Ernest Genton - une galerie pilote à Lausanne 1947-1972", Musée de Pully, Suisse[5].
- 1980: Rétrospective à la galerie Barbizon, Paris.
- 1965 : exposition rétrospective à la galerie Ariel, Paris.
- 1961 : exposition rétrospective à la galerie Ariel, Paris.
- 1961 : exposition rétrospective au Musée des Beaux-Arts de Tours.
- 1960 : exposition à la galerie Craven, Paris.
- 1959 : deuxième exposition à la galerie Ariel, Paris.
- 1959 : première exposition à la galerie Ariel, Paris[1].
- 1958 : exposition à la galerie Beno, Zurich[1].
- 1958 : exposition à la galerie Universa, Nuremberg[1].
- 1957 : participation à la 5e édition de la manifestation "Peintres d'aujourd'hui. France-Italie", Palais des Arts, Turin.
- 1957 : exposition à la galerie Dina Vierny, Paris.
- 1957 : exposition à la galerie L'Entracte, Lausanne.
- 1957 : exposition à la galerie Saint-Laurent, Bruxelles.
- 1955 : exposition à la galerie L'Entracte, Lausanne.
- 1954 : exposition à la galerie de Verneuil, Paris.
- 1953 : exposition à la galerie de Beaune, Paris.
- 1952 : exposition à la galerie de Beaune, Paris.
- 1951 : exposition à la galerie Colette Allendy, Paris[1].
- 1950 : exposition avec le groupe Graphies à la galerie Jacquet, Bourges[1].
- 1948 : troisième exposition à la galerie Denise René, Paris.
- 1948 : deuxième exposition à la galerie Denise René, Paris.
- 1947 : première exposition à la galerie Denise René, Paris[1].
- 1947 : participation au Salon des réalités nouvelles, Paris.
- 1946 : participation au Salon des surindépendants, Paris.
- 1946 : participation au Salon d'automne, Paris.
- 1946 : participation au Salon de mai, puis envoi d'œuvres au salon chaque année[1].

## Collections publiques
- HarvardArtMuseum, USA, Abstraction, huile sur toile, 99cmx64cm, 1958, collection du musée depuis 1960 à la suite du don de M. G. David Thompson.
- Musée des Beaux-Arts du Canton de Vaud, Suisse, collection du musée depuis 1957.

## Ouvrages
- Château de Tours & Famille Duthoo, Jacques Duthoo, une aventure intérieure, Editions Sutton, 2014[1].
- Jean Pollac, Duthoo, édité par la Galerie Ariel à l'occasion de l'exposition rétrospective au Château de Tours, préface des artistes Corneilles, Bitran Goetz et R.-E.Gillet, Paris, 1961.